# 1602
1602 (MDCII) je bilo navadno leto, ki se je po gregorijanskem koledarju začelo na torek, po 10 dni počasnejšem julijanskem koledarju pa na petek.

## Dogodki
- ustanovljena Nizozemska vzhodnoindijska družba

## Rojstva
- 2. maj - Athanasius Kircher, nemški jezuit, teolog, učenjak († 1680)
- 20. november - Otto von Guericke, nemški  naravoslovec, fizik, pravnik, izumitelj, politik († 1686)
- 14. julij - Jules Mazarin, francoski kardinal († 1661)
- - Caesar de Choiseul, francoski maršal († 1675)